# Кони Броден
Томас Конел „Кони” Броден (енгл. Thomas Connell Broden; Монтреал, 6. април 1932 − Торонто, 23. новембар 2013) некадашњи је канадски хокејаш на леду. Играо је на позицијама централног нападача. 
У професионалном хокеју играо је само три сезоне, све три за Монтреал канадијансе у НХЛ лиги. За то време са Канадијансима је освојио два трофеја Стенли купа (у сезонама 1956/57. и 1957/58). За сениорску репрезентацију Канаде играо је на светском првенству 1958. у Ослу, када је канадски тим освојио своју 17. титулу светског првака. На том првенству Броден је проглашен за најефикаснијег играча турнира са 12 голова и 7 асистенција (укупно 19 бодова). Како су исте сезоне Канадијанси освојили трофеј Стенли купа, Броден је тако постао јединим играчем у историји светског кохеја који је у једној сезони објединио та два трофеја.
По окончању играчке каријере радио је као скаут (1995−2003) за НХЛ екипе Винипег џетси и Финикс којотси.